# Friedrich Wilhelm Kantzenbach
 (février 2023).
Friedrich Wilhelm Kantzenbach (né le 30 août 1932 à Stettin et mort le 16 mai 2013 à Roth) est un historien de l'église allemand.

## Carrière
Friedrich Wilhelm Kantzenbach étudie la théologie protestante et obtient son doctorat à Marbourg en 1955 ; il obtient son habilitation en 1956 à Erlangen. En 1958, il devient professeur d'histoire ecclésiastique et dogmatique à l'Université Augustana de Neuendettelsau (de). En 1965, il est le premier allemand à partir enseigner pendant trois ans au Centre d'études œcuméniques de Strasbourg, 
En 1982, il est nommé à une chaire d'histoire de l'Église par l'Université de la Sarre, qu'il occupe jusqu'à sa retraite en 1995.
L'œuvre scientifique de Friedrich Wilhelm Kantzenbach comprend environ 450 publications. Ses livres sont traduits en plusieurs langues. Il aime aussi la poésie et publie deux volumes de poésie chez Bertuch Verlag en 2006/07. Il est membre honoraire de la Société Albert-Schweitzer et, depuis 1968, membre à part entière de la Commission d'histoire régionale bavaroise (de) à l'Académie bavaroise des sciences en raison de ses réalisations exceptionnelles. Il est co-rédacteur en chef du Zeitschrift für Religions- und Geistesgeschichte. Pendant le Concile Vatican II, il agit en tant qu'observateur du Concile. Il est également membre de la 3e conférence mondiale de l'Église.[réf. souhaitée]
Kantzenbach lègue sa bibliothèque sur les sujets de la théorie de l'art, l'architecture, la peinture, la sculpture et l'artisanat à l'Institut d'art contemporain en Sarre (de) à Sarrelouis. Un nouveau bâtiment de bibliothèque est achevé en mars 2017. Son héritage a survécu dans les archives de l'Université de Sarrebruck (de).[réf. souhaitée]

## Publications (sélection)
- Evangelium und Dogma. Die Bewährung des theologischen Problems der Dogmengeschichte im Protestantismus, Verlagswerk Stuttgart, 1959.
- Das Bekenntnisproblem in der Lutherischen Theologie des 19. Jahrhunderts. Alfred Töpelmann Verlag, Berlin 1962.
- Martin Luther und die Anfänge der Reformation. Gütersloher Verlagshaus Mohn, Gütersloh 1965.
- Die Reformation in Deutschland und Europa. Gütersloher Verlagshaus Mohn, Gütersloh 1965.
- Orthodoxie und Pietismus. Gütersloher Verlagshaus Mohn, Gütersloh 1966.
- Friedrich Daniel Ernst Schleiermacher. Mit Selbstzeugnissen und Bilddokumenten (= Rowohlts Monographien). Rowohlt, Reinbek 1967; 81999.
- Zwischen Erweckung und Restauration. Einige Kapitel aus der unbekannten Kirchengeschichte des 19. Jahrhunderts. Schriftenmissions-Verlag, Gladbeck 1967.
- Gestalten und Typen des Neuluthertums. Beitrag zur Erforschung des Neokonfessionalismus im 19. Jahrhundert. Gütersloher Verlagshaus Mohn, Gütersloh 1968.
- Der Weg der evangelischen Kirche vom 19. zum 20. Jahrhundert. Gütersloher Verlagshaus Mohn, Gütersloh 1968.
- Geschichte des Protestantismus von 1789 bis 1848. Gütersloher Verlagshaus Mohn, Gütersloh 1969.
- Programme der Theologie. Denker, Schulen, Wirkungen. Von Schleiermacher bis Moltmann. Claudius, München 1978; 31984.  (ISBN 3-532-71318-7).
- Johann Gottfried Herder. Mit Selbstzeugnissen und Bilddokumenten (= Rowohlts Monographien). Rowohlt, Reinbek 1970; 71999.
- Widerstand und Solidarität der Christen in Deutschland 1933–1945. Eine Dokumentation zum Kirchenkampf aus den Papieren des Wilhelm Freiherrn von Pechmann (de). Degener in Kommission, Neustadt/Aisch 1971 (Nachdruck 2000).
- Einheitsbestrebungen im Wandel der Kirchengeschichte. Gütersloher Verlagshaus Mohn, Gütersloh 1979.  (ISBN 3-579-04336-6).
- Evangelischer Geist und Glaube im neuzeitlichen Bayern. Beck, München 1980.  (ISBN 3-406-10470-3).
- Credo. Das Apostolikum und christlicher Glaube heute. Claudius, München 1985.  (ISBN 3-532-62034-0).
- Christentum begreifen. Chancen und Bedingungen neuzeitlicher Christentumsgeschichte. Röhrig, Sankt Ingbert 1987.
- Politischer Protestantismus. Von den Freiheitskriegen bis zur Ära Adenauer. Dadder, Saarbrücken-Scheidt 1987; 21993.  (ISBN 3-926406-78-X).
- Georg Forsters Tochter. Therese (de), die blonde Polin. Dadder, Saarbrücken-Scheidt 1989,  (ISBN 978-3-926406-30-9).
- Erfundenes Glück, Gedichte 2. Band. Bertuch, Weimar 2007,  (ISBN 978-3-937601-48-9).
- Wüßt ich Dinge leicht wie Luft, Gedichte 1. Bd. Bertuch, Weimar 2006,  (ISBN 978-3-937601-41-0).